# Het Laar (Laarbeek)
Het Laar is een buurtschap in de gemeente Laarbeek, in de Nederlandse provincie Noord-Brabant. De buurtschap ligt aan de zuidzijde van de Provinciale weg N615 tussen Lieshout en Beek en Donk, in een gebied dat vroeger behoorde tot de gemeente Aarle-Rixtel. De buurtschap bestaat uit een groepje boerderijen, mogelijk ontstaan door deling van één hoeve, op de punt van een akkergebied tussen beekdalen.
Hoofdplaats: Beek en Donk      Dorpen: Aarle-Rixtel · Lieshout · Mariahout

Buurtschappen: Achterbosch · Asdonk · Beemdkant · Bemmer · Broek · Broekkant · Deense Hoek · Donkersvoort · Ginderdoor · Groenewoud · Heereind · Hei · Heikant · 't Hof · Hool · Karstraat · Laar · Strijp

Noord-Brabant: Steden en dorpen      Nederland: Provincies · Gemeenten